# 法雲寺 (大牟田市)
法雲寺（ほううんじ）は、福岡県大牟田市にある黄檗宗の寺院。山号は龍首山。本尊は釈迦如来。

## 歴史
この寺の創建年代については不詳であるが、もとは曹洞宗の寺院で寺号を崇勝寺と称した。1680年（延宝8年）柳川藩主立花忠茂の夫人鍋姫の菩提を弔うにあたり、崇勝寺が菩提寺となり、鉄文道智を開山として法雲寺と号し、黄檗宗の寺院となった。

## 文化財

### 県指定文化財
- 石造六地蔵（境内に1564年いわゆる1564銘に残っている[1]）

## 所在地
福岡県大牟田市倉永872